# Liriomyza kovalevi
Liriomyza kovalevi är en tvåvingeart som beskrevs av Zlobin 1998. Liriomyza kovalevi ingår i släktet Liriomyza och familjen minerarflugor. Inga underarter finns listade i Catalogue of Life.